# Denisonia devisi
Denisonia devisi (лат.) — вид ядовитых змей из семейства аспидов, эндемик восточной части Австралии. Назван в честь Чарлза Уолтера Де Виса (1829—1915), написавшего около 50 работ по герпетологии.

## Описание
Представители вида имеют короткое, толстое и при этом немного плосковатое тело. Глаза высоко посажены на голове и имеют заметную радужную оболочку.
Denisonia devisi иногда путают со смертельными змеями, однако головы и хвосты этих видов визуально отличаются.

## Размножение
Эта змея является живородящей. В выводке от 3 до 11 (в среднем 5) детёнышей длиной 11 см.

## Поведение
Днём змея пассивна, ночью же она охотится на лягушек.